# Билир (приток Алдана)
Билир (Аргытар) — река на Дальнем Востоке России, протекает в пределах Якутии. Левый приток Алдана (бассейн Лены). Длина — 230 км, площадь водосборного бассейна — 3420 км². Код водного объекта — 18030600412117300021174.